# Dryopetalon palmeri
Dryopetalon palmeri är en korsblommig växtart som först beskrevs av Sereno Watson, och fick sitt nu gällande namn av Otto Eugen Schulz. Dryopetalon palmeri ingår i släktet Dryopetalon och familjen korsblommiga växter. Inga underarter finns listade i Catalogue of Life.